# کالوتوواوا
کالوتوواوا (به لاتین: Kalotuwawa) یک منطقهٔ مسکونی در سری‌لانکا است که در استان مرکزی (سری‌لانکا) واقع شده‌است.